# Stamnodes symniora
Stamnodes symniora är en fjärilsart som beskrevs av Louis Beethoven Prout 1938. Stamnodes symniora ingår i släktet Stamnodes och familjen mätare. Inga underarter finns listade i Catalogue of Life.